# باتورلیگت
باتورلیگت (به مجاری: Bátorliget) یک منطقهٔ مسکونی در مجارستان است که در سابولچ-ساتمار-برگ واقع شده‌است. باتورلیگت ۳۳٫۳۰ کیلومتر مربع مساحت و ۶۶۹ نفر جمعیت دارد.